# Augusta, Kentucky
Augusta är en ort i Bracken County, Kentucky, USA. År 2000 hade staden  2 004 invånare. Den har enligt United States Census Bureau en area på 4,3 km², varav 1,1 km² är vatten.